# Victor Anestin
Victor Anestin, né le 17 septembre 1875 à Bacău et décédé le 5 novembre 1918  à Bucarest, est un écrivain, astronome amateur et journaliste roumain. Il a en particulier beaucoup œuvré en matière de vulgarisation scientifique.

## Biographie

### Origines
Victor Anestin est né le 17 septembre 1875 à Bacău. Il est néanmoins généralement considéré comme un enfant de Craiova : son lieu de naissance relève en effet essentiellement du hasard géographique, ses parents, Ion et Maria Anestin, comédiens de la troupe de théâtre Vlădicescu-Tardini, ayant été à ce moment en tournée à Bacău. Plus tard, ils furent embauchés au Théâtre national de Craiova, où son père se fit connaître pour ses interprétations de personnages de Ion Luca Caragiale.

### Un épisode décisif
À quatorze ans, en 1889, Anestin publia dans Revista Olteană [La revue oltène], dont le rédacteur en chef n'avait que 20 ans, une traduction en roumain d'un extrait des Merveilles célestes de Camille Flammarion. Cet épisode se révéla décisif : bien plus que la simple révélation des œuvres de Camille Flammarion, Anestin y vit le sens de sa vie.

### Un prolétaire intellectuel
On ne sait pas trop comment il quitta Craiova en 1892 pour s'établir à Bucarest. Faute de ressources, il dut renoncer à poursuivre des études scientifiques : il se contenta d'assister à certains cours des facultés de lettres et de sciences en tant qu'auditeur libre, lorsque ses activités journalistiques lui en laissaient le temps. Il a travaillé pour près de trente journaux différents, notamment pour Universul, où il est resté jusqu'à la fin de sa vie.
En 1899, il publia În anul 4000 sau O călătorie la Venus [En l'an 4000 ou un voyage sur Vénus], l'un des premiers romans de science-fiction roumains. Puis pendant plusieurs années, il laissa ses projets littéraires de côté et se consacra à sa passion, l'astronomie, en créant la première revue roumaine d'astronomie, Orion en 1907, puis la société roumaine d'astronomie Camille Flammarion, en 1907 également. Il fut aussi rédacteur en chef du Ziarul Științelor populare și al călătoriilor [Le journal des sciences populaires et des voyageurs], qui existe toujours aujourd'hui sous le titre Știință și tehnică (Science et technique).
En 1910, le passage en Roumanie de la comète de Halley et la panique qui s'ensuivit l'incita à écrire O tragedie cerească [Une tragédie céleste]. En 1916, il publia sa dernière longue nouvelle de science-fiction, Puterea Științei. Cum a fost omorât Războiul European [Le pouvoir de la science ou comment a été tuée la guerre européenne], avant de décéder en 1918, en partie des suites de longues privations matérielles, lui qui était déjà de constitution fragile.

## Œuvre et thèmes
Victor Anestin est considéré comme le pionnier, voire une figure emblématique de la science-fiction roumaine en construction. On peut retenir sa foi candide en la science, son enthousiasme, l'optimisme de celui qu'on appelait "le Flammarion roumain" et qui se considérait comme un citoyen du ciel.
Cette figure de l'astronome amateur se retrouve dans l’œuvre d'écrivains comme Gib Mihăescu (le hobby astronomique du professeur Lazăr dans Brațul Andromedei [Le bras d'Andromède] ou Mihail Sebastian (le professeur Mirou dans L'étoile sans nom).
Ion Hobana qualifie ses œuvres de "sans prétention"

## Liste des principales œuvres
- În anul 4000 sau O călătorie la Venus [En l'an 4000 ou un voyage sur Vénus], longue nouvelle, Bucarest, 1899
- O tragedie cerească [Une tragédie céleste], longue nouvelle, Bucarest, 1914
- Puterea Științei. Cum a fost omorât Războiul European [Le pouvoir de la science ou comment a été tuée la guerre européenne], longue nouvelle, Bucarest, 1916
- Réédition en 2010 de l'essentiel de l'œuvre fictionnelle en deux volumes :

Volume I : sous le titre O tragedie cerească [Une tragédie céleste], contient În anul 4000 sau O călătorie la Venus [En l'an 4000 ou un voyage sur Vénus] et O tragedie cerească [Une tragédie céleste]
Volume II : sous le titre Puterea Științei, contient Puterea Științei. Cum a fost omorât Războiul European [Le pouvoir de la science ou comment a été tuée la guerre européenne] et Publicistică [Articles de presse]